# 假屋崎省吾
假屋崎 省吾（かりやざき しょうご、1958年12月17日 - ）は、日本のフラワーアーティスト、華道家。愛称は、カーリー。東京都練馬区出身。AB型。

## 略歴
東京都練馬区生まれ。園芸好きの両親のもとに生まれ、自称「園芸少年」であった小学生の頃から、NHK『趣味の園芸』『きょうの料理』『婦人百科』を定期購読していた。練馬区立光和小学校、練馬区立石神井東中学校、東京都立鷺宮高等学校卒業。
華道を始めたのは23歳。明治大学夜間学部を経て、早稲田大学第二文学部に入学。在学中の1983年、「自分を表現するための職業を考えたとき、好きな花で自己表現できるのではないか」と考え、いけばな「草月流」本部教室に入門。家元の勅使河原宏に師事する。映画監督でもあった宏が「いけばなで、それを仕事として独立する気概を持った人」を育てるべく設けた「男子専科」の初期メンバーであった。
早稲田大学卒業間近の1985年末に父親が急逝し、一旦は就職するが3か月で退職し、アルバイトをしながらいけばなに専念。その後、草月工房に入社。草月出版新人賞、ディスプレイデザイン賞など数々の賞を受賞し、財団法人草月会評議員、草月流師範会理事、草月流本部講師を歴任。1992年に現在の事務所を設立する。
1996年アメリカ合衆国大統領クリントン来日時、1997年チリ大統領来日時、1998年イタリア大統領来日時や、1999年天皇の在位10周年記念式典に於いて、花の総合プロデュースを務める。単に花を生けるということだけでなく、空間芸術家としての視点を持った作品を手がけている。
また、花にまつわる仕事以外に自身のオリジナルブランドの着物のデザインなども手掛け、日本各地で見立て会を開いている。
色々なテレビ番組に出演して人気を得ていたが、その後思う所があって自らテレビから遠ざかり、以後ブログなどのSNSや直接ファンと触れ合えるイベント会場などで発信・交流している。

## 人物
- 役場勤めで真面目で穏やかな父と、専業主婦で陽気で粋な母と棟割長屋である二間の集合住宅で育った[1]。園芸好きな親と共に季節の花を育てていた他、両親は花以外にも美しいものや美味しいものが好きだったことから、子供の頃から神社仏閣、博物館・美術館などによく連れて行ってもらった[1]。
- 趣味はピアノを弾くことと、海外ドラマを見ること[4]。
- 10代の頃はピアニストを目指していたこともあり、クラシック音楽を好む。舞台美術を手掛けることはもとより、音楽会での演奏家とのコラボレーションとして、演奏とともに舞台上で花を生けることも多い。
- 料理が得意でレシピ本も執筆している。
- ガラス花器の制作を長年やっており、個展ではガラス工場で自ら成型した花器にも作品が生けられる。
- 假屋崎という苗字は鹿児島県にあり、鹿児島県日置市日吉町が父親の出身地である。假屋とは薩摩藩の代官所を指すが、本人は假屋崎という地名があったと話している。母親は長野県上田市の出身である。
- 2007年11月2日に都内で行われた台湾映画『花蓮の夏』の特別試写会に出席した際、初体験は高校時代の同級生の男性だったこと、2006年から17歳年下の男性と同棲としていることなどを会場で明かした[5]。
- 東京の表参道と神奈川県の鎌倉に自宅、長野県の軽井沢に別荘があり、家の様子は度々メディアで披露している[6]。
- 好きな花は、花びらが薄くて儚い印象がある日本の花（具体的には牡丹、菖蒲〔あやめ〕、朝顔、桜、菊などの和花）[1]。
- 花を活ける上でのモットーは、「空間に調和しながら自己主張もし、違和感のない空間芸術をつくること」[1]。このことから、一部マスメディアから「美をつむぎ出す手を持つ人」とも評されている[1]。
- かつては猫好きだったが、その後犬好きなパートナーの影響で本人も犬好きになった。2024年現在は、鎌倉の家で愛犬たちと過ごす様子をSNSに載せている[1]。
- 美輪明宏を「人生の師匠」と評している。元々シャンソン好きな母が美輪のファンだったことが影響し、本人も彼に憧れるようになった[1]。美輪の舞台を何度も観に行ったことで顔を覚えてもらえ、その後自身の本を発表する時に推薦文をいただくなど交流を続けている。また、美輪からは「あなたには豊臣秀吉の絢爛豪華さと、千利休の侘び寂びがある」と言われたこともあるとのこと[1]。

## 主な活動
- 1998年、『たけしの誰でもピカソ』に出演。1999年、同番組のスタジオで花を生けるデモンストレーションを行い、作品が紹介された。2000年頃からタレント活動を始める。
- 2004年、NHK『趣味悠々 -假屋崎省吾の暮らしを彩る花スタイル-』の講師を務める。
- 2007年、徳島県美馬市の重要伝統的建造物群保存地区にある藍商佐直吉田家住宅で第1回「うだつをいける」を開催。以来、同イベントをほぼ毎年開いている。
- 2008年度日仏交流150年フランス広報大使として活動。
- 2008年、自らのピアノ演奏も収録したクラシックCDを発表。
- 2009年、藍商佐直吉田家住宅で個展を開催したことをきっかけに、徳島県美馬市観光大使に就任。
- 2010年4月、オランダのチューリップ大使に任命され、キューケンホフ公園内のパビリオンにて個展を開催。
- 2010年5月 - 6月、平城遷都1300年祭のイベントとして、バラ園を所有する奈良市霊山寺にて個展を開催。
- 2010年10月、イタリアのローマ国際映画祭にて、36メートルのレッドカーペットにインスタレーションを制作[7]。
- 2010年12月 - 翌月、フランス・パリのプティ・パレ美術館にて個展を開催[8]。存命芸術家として、日本人として、初の開催。

## 出演

### テレビ
- 中居正広の金曜日のスマイルたちへ（2001年10月 - 2021年11月19日[9]、TBS）
- スーパーモーニング（2002年4月 - 2002年9月[9]、テレビ朝日）
- 森田一義アワー 笑っていいとも! （2003年4月 - 2003年9月[9]、フジテレビ）
- 朝は楽しく!スマイルサプリメント（2004年5月 - 2004年8月[9]、テレビ東京）
- @サプリッ! （2004年5月 - 2005年9月[9]、日本テレビ）
- あさイチ（2010年4月[9] - 、NHK総合テレビ） - 準レギュラー
- 月曜ゴールデン「船上パーサー・氷室夏子 豪華フェリー殺人事件」（2012年8月6日、TBS） - 桑原マモル 役
- プレバト!!（MBSテレビ） - 「いけばなの才能査定ランキング」査定人

### CM
- ミル総本社「フィットライフコーヒー」（2021年 - ）
- ソフトバンク「メリハリプラン　勝手にHERO'S」（2020年）
- NTT東日本「タウンページ 良純さんが行く」（2008年） - 石原良純と共演。
- 雄山 (企業)「ヴィタヴェルデ・有機ストレート野菜ジュース」（2008年）
- 富士通「FOMA・らくらくホンⅢ」（2006年）
- 全日本空輸「中国」（2005年）
- 大塚製薬「オロナミンCドリンク」（2004年）
- オービット（資生堂）「化粧惑星・サンブロック」（2004年）
- ACジャパン（2025年） - 日本糖尿病協会支援キャンペーン「糖尿病のほんとう」に岩田稔（元プロ野球選手）・星南（モデル）とともに出演。